# 杨汉林
杨汉林（1915年—1985年），男，江西兴国人，中国人民解放军将领、中国人民解放军开国少将。
曾任中国人民解放军南京军区干部部副部长。1955年，授予中国人民解放军少将。